# Ónia Óri
Ónia Óri är en bergskedja i Grekland.   Den ligger i regionen Peloponnesos, i den sydöstra delen av landet, 70 km väster om huvudstaden Aten.